# 新大宮站
新大宮站（日语：／ Shin Omiya eki */?）是位於奈良縣奈良市芝辻町四丁目，近畿日本鐵道（近鐵）的奈良線車站。車站編號為「A27」。奈良線在奈良市內中地下化之際，在大和西大寺站至近鐵奈良站（當時名為近畿日本奈良站）之間開設的新車站。

## 歷史
在車站啟用前，大和西大寺站與近畿日本奈良站之間曾存在油阪站，在油阪至近畿日本奈良之間是與道路共用的。由於與道路共用，妨礙了奈良線高速化運輸，以及由於汽車普及化下使列車經常滯塞。此時開始了地下化工程，為奈良市內都市計劃事業其中一環。由於需進行地下化，在地面的油阪站因此廢止，並在西邊約700米新設車站，即現時的新大宮站。
- 1969年（昭和44年）12月9日 - 奈良線油阪至近畿日本奈良之間的道路共用區間地下化，同時此站啟用[2]。同日油阪站廢止[2]。
- 2000年（平成12年）3月15日 - 月台延長工程完成，同時設定為快速急行停車站。
- 2007年（平成19年）4月1日 - 車站可以使用PiTaPa[3]。

## 車站構造
車站為地上車站，設有2面2線的相對式月台。月台可容納10卡車廂。在兩個月台分別設有閘口，奈良方向月台在繁忙時間設有臨時無人閘口。車站是由近鐵奈良站管理的有人車站。車站設有可使用PiTaPa、ICOCA的自動閘機和自動補票機（可支援回數卡及IC卡，以及為IC卡增值），也設有特急票和定期票専用的自動售票機。

### 月台
| 月台 | 路線   | 上下行 | 方向                                     |
| ---- | ------ | ------ | ---------------------------------------- |
| 1    | 奈良線 | 下行   | 奈良方向                                 |
| 2    | 奈良線 | 上行   | 大和西大寺、大阪難波、尼崎、神戶三宮方向 |
| 2    | 京都線 | 上行   | 京都、京都國際會館方向                   |

## 停站列車
- 除特急外，所有營業列車均停此站[5][6]。

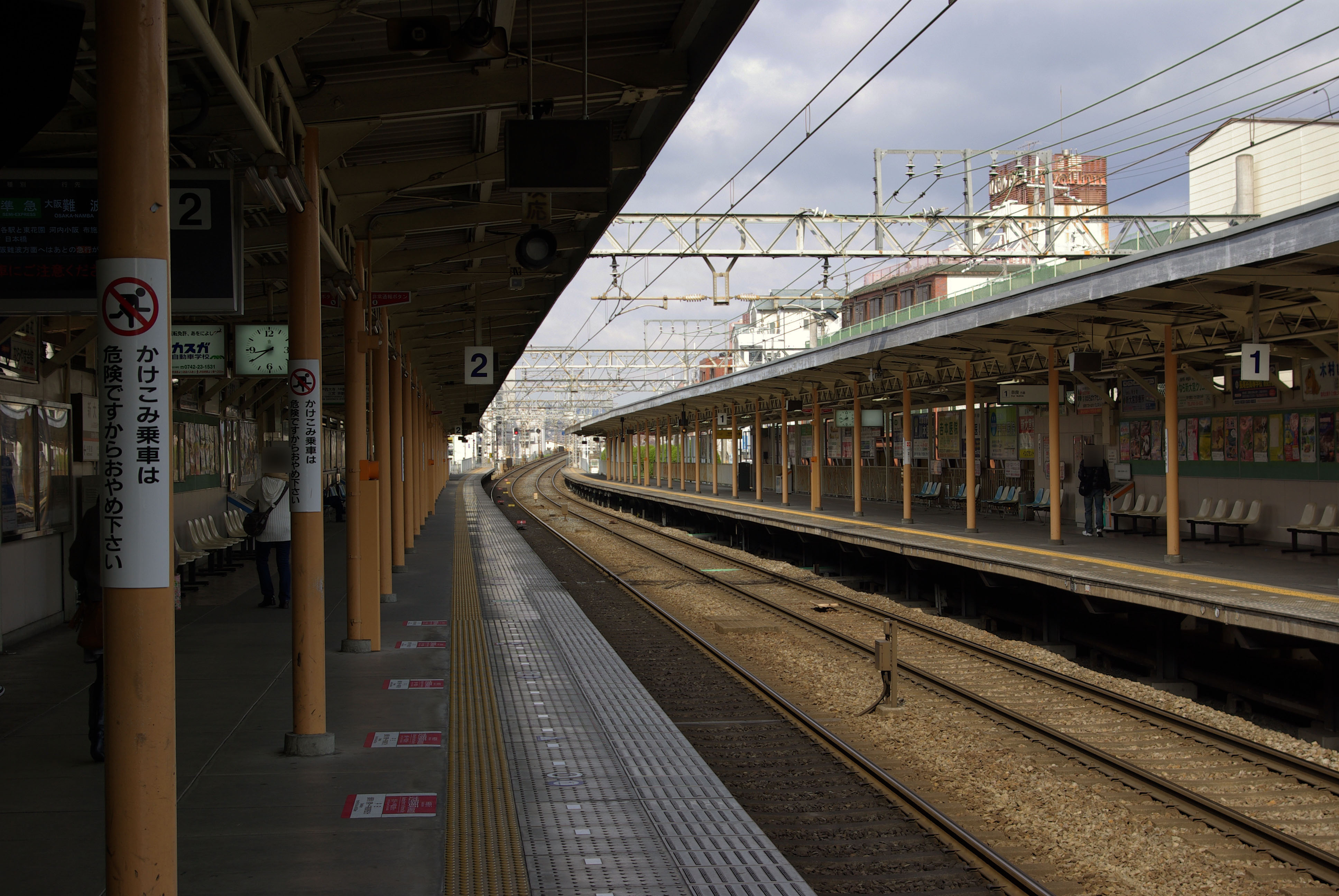
車站月台

- 在日間，設有每小時3班奈良線快速急行（直通至阪神難波線）、3班奈良線急行（來往大阪難波站）、2班京都線急行（來往京都站和直通至京都市營地下鐵烏丸線各1班），共8班列車[5][6]。

## 使用狀況
以下列出近年來1日中上下車人次及乘車人次。
| 年度   | 指定日   | 指定日     | 1日平均 乘車人次 |
| 年度   | 調査日   | 上下車人次 | 1日平均 乘車人次 |
| ------ | -------- | ---------- | ---------------- |
| 1995年 | -        | -          | 12,806           |
| 1996年 | -        | -          | 12,730           |
| 1997年 | -        | -          | 12,409           |
| 1998年 | -        | -          | 12,310           |
| 1999年 | -        | -          | 12,101           |
| 2000年 | -        | -          | 12,367           |
| 2001年 | -        | -          | 12,116           |
| 2002年 | -        | -          | 12,187           |
| 2003年 | -        | -          | 12,912           |
| 2004年 | -        | -          | 12,730           |
| 2005年 | 11月08日 | 29,097     | 12,913           |
| 2006年 | -        | -          | 13,013           |
| 2007年 | -        | -          | 13,134           |
| 2008年 | 11月18日 | 28,866     | 13,186           |
| 2009年 | -        | -          | 13,109           |
| 2010年 | 11月09日 | 29,322     | 13,258           |
| 2011年 | -        | -          | 13,168           |
| 2012年 | 11月13日 | 28,670     | 13,087           |
| 2013年 | -        | -          | 13,424           |
| 2014年 | -        | -          | 13,407           |
| 2015年 | 11月10日 | 29,375     | 13,677           |
| 2016年 | -        | -          | 13,728           |
| 2017年 | -        | -          | 13,769           |
| 2018年 | 11月13日 | 28,890     |                  |

## 車站周邊

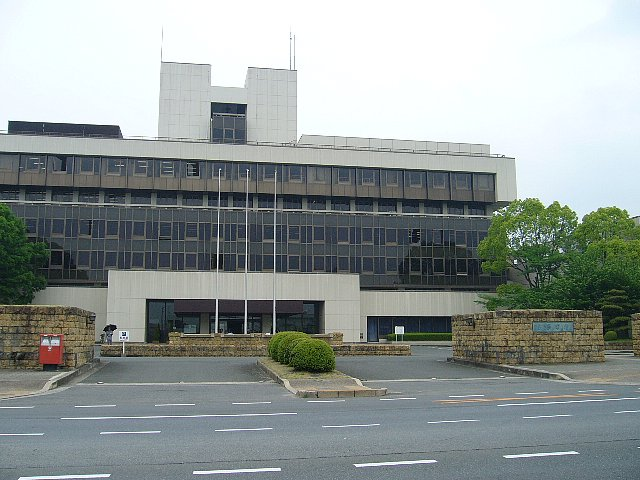
奈良市廳（市政廳）

車站周邊的大宮通中，設有政府機關、企業分店或營業所。另外，也設有許多居酒屋、小食店、餐廳等食肆。
- 奈良市政廳（日语：奈良市役所）
- 航空自衛隊幹部候補生學校（日语：幹部候補生学校）（奈良基地）
- 奈良中央郵局（日语：奈良中央郵便局）
- 國土交通省奈良國道事務所
- 奈良縣立奈良高等學校（日语：奈良県立奈良高等学校）
- 奈良市立一條高等學校（日语：奈良市立一条高等学校）
- 奈良教育大學附屬中學（日语：奈良教育大学付属中学校）
- 奈良女子高等學校（日语：奈良女子高等学校）
- 奈良市立大宮小學（日语：奈良市立大宮小学校）
- 平城宮遺址
- 佐保川（日语：佐保川）
- 大安寺
- 國道24號
- 國道369號（日语：国道369号）（大宮通）
- 奈良皇家飯店
- 東橫INN奈良新大宮站前（2008年7月14日開業。在奈良縣第一間東橫INN）
- SUPER HOTEL奈良新大宮站前店
- 日航奈良酒店（日语：ホテル日航奈良）
- Hello Work（日语：ハローワーク）奈良
- 奈良縣立圖書情報館（日语：奈良県立図書情報館）
- 奈良市美術館（日语：奈良市美術館）（M! Nara第5層）
- 奈良縣民共濟生活協同組合本社
- 南都銀行（日语：南都銀行）大宮分店
- 奈良信用金庫（日语：奈良信用金庫）大宮分店
- 毎日新聞社奈良分局
- 啓林堂書店新大宮店
- BOOK OFF奈良法華寺店

## 巴士站
車站附近設有4個巴士站，3個巴士站名稱。所有路線均由奈良交通經營。（※直至2016年4月4日）
北邊巴士站名為「新大宮站北口」，南出口為「新大宮駅站」，在國道369號（大宮通）上的名為「新大宮站」。
| 巴士站名          | 路線       | 目的地           | 途經                     | 備註               |
| ----------------- | ---------- | ---------------- | ------------------------ | ------------------ |
| 新大宮站北口      | 19         | 宮跡庭園         |                          | 假日運行           |
| 新大宮站前        | 8          | 四條大路南町     |                          |                    |
| 新大宮站 (北邊）  | 25・75     | 近鐵奈良站       |                          | 星期六運行         |
| 新大宮站 (北邊）  | 28・161    | 近鐵奈良站       | JR奈良站西口             |                    |
| 新大宮站 (北邊）  | 129        | 高畑町           | 近鐵奈良站               | 在上學日運行       |
| 新大宮站 (北邊）  | 160        | 高畑町           | JR奈良站西口、近鐵奈良站 |                    |
| 新大宮站 (北邊）  | 27         | 青山住宅         | JR奈良站西口、近鐵奈良站 |                    |
| 新大宮站 （南邊） | 27         | 二條大路南一丁目 |                          |                    |
| 新大宮站 （南邊） | 28         | 戀之窪町         | 宮跡庭園、柏木町         |                    |
| 新大宮站 （南邊） | 75         | 國道橫田         | 宮跡庭園、柏木町         | 星期六運行         |
| 新大宮站 （南邊） | 160・161   | 學園前站（南）   | 宮跡庭園                 |                    |
| 新大宮站 （南邊） | 利木津巴士 | 大阪（伊丹）機場 |                          | 與大阪空港交通聯營 |

## 相鄰車站
近畿日本鐵道
 奈良線、 京都線（部分直通列車）
■快速急行、■急行、■準急、■區間準急、■普通
大和西大寺（A26/B26）－新大宮（A27）－近鐵奈良（A28）

## 外部連結
- 新大宮 - 近畿日本鐵道
- 奈良交通集團官方網站「時間、車費資訊」 （页面存档备份，存于）（日語）
- 奈良市政廳官方網站（日語）